# Питерс, Рудольф Альберт
Рудольф Альберт Питерс (англ. Rudolph Albert Peters; 13 апреля 1889, Лондон, Великобритания — 29 января 1982) — английский биохимик.
Член Лондонского королевского общества (1935)

## Биография
Родился 13 апреля 1889 года в Лондоне. В 1909 году поступил в Кембриджский университет, который он окончил в 1914 году. Администрация оставила дипломированного специалиста у себя, и он работал под руководством Ф. Г. Хопкинса. В 1923 году был избран профессором биохимии Оксфордского университета и проработал вплоть до 1954 года. С 1946 по 1963 год также занимает должности профессора различных университетов Великобритании и США.
Скончался 29 января 1982 года.

## Научные работы
Основные научные работы посвящены изучению биохимических изменений, лежащих в основе патологических изменений организма, главным образом биохимии головного мозга.
- 1930 — Обнаружил связь между тиаминовой недостаточностью в головном мозге и конвульсиями у голубей, больных полиневритом.
- 1939 — Установил, что недостаток тиамина в пище вызывает нарушение обмена пировиноградной кислоты.
- Выяснил механизм отравляющего действия фторацетата, синтезировал антилюизит.
- Изучал устойчивость ткани к канцерогенезу.

## Членство в обществах
- Почётный доктор ряда университетов.
- Почётный член Нидерландской королевской академии наук.
- Президент Международного совета научных обществ (International Council of Scientific Unions, 1958-61).
- Член Бельгийской королевской академии наук, литературы и изящных искусств.

## Награды и премии
- 1949 — Королевская медаль, «For his distinguished biochemical researches, in particular his investigations of (i) the biochemical role of vitamin B1 in tissue metabolism; and (ii) the mechanism of the toxic action of lewisite and other arsenical compounds.»